# Nohmul
Nohmul ou Noh Mul, est un site précolombien d'origine Maya situé dans la péninsule du Yucatan au Nord de l'État du Belize et à la limite de la frontière avec le Mexique.

## Description
Le nom de Nohmul peut être traduit par « grand monticule » dans la langue amérindienne yucatèque des Mayas. C'est un des sites mayas le plus important du nord du Belize. Le site se distingue par son agencement inhabituel, avec l'enceinte urbaine ou de cérémonie couvrant une crête surplombant le Río Hondo, une rivière qui forme la frontière entre le Mexique et le Belize. Le site s'étend sur 31 km2. Il est situé à une dizaine de kilomètres au nord de la ville de Orange Walk Town. À l'intérieur de l'enceinte, s'élevaient deux groupes de bâtiments, séparés par une dizaine de places publiques, composés de 80 structures, dont une grande pyramide d'environ 30 mètres de hauteur, construite vers 250 av. J.-C. située sur un tumulus de près de cent mètres de hauteur, mais qui fut en partie détruite par des entreprises de travaux publics en 2013.

## Historique
Nohmul a été occupé d'abord à l'époque préclassique récent ou tardif selon la périodisation de la Mésoamérique (vers -350 av. J.-C. jusqu'à 250 apr. J.-C.). Dès le Ve siècle, le site semble avoir été en grande partie abandonné sauf pour certaines activités rurales. 
Après une interruption des activités de construction de plusieurs siècles, Nohmul fut réoccupé durant la période classique tardive (entre le VIIe et le Xe siècle. Les constructions à grande échelle reprirent, avec une activité maximale observée pendant la dernière partie de la période classique tardive. Le site a été densément occupé jusqu'aux XIIe siècle.

## Destruction
La plus grande partie de la grande pyramide de Nohmul a été détruite en mai 2013 par des entrepreneurs de travaux publics récupérant les pierres et le gravier pour être ensuite utilisé pour construire les routes, ne laissant que le noyau central de la pyramide.
La police du Belize a mené une enquête et des accusations criminelles seraient possibles. Le complexe de Nohmul se trouve sur des terres privées au milieu de cultures de canne à sucre, mais la loi du Belize dit que les ruines pré-hispaniques sont sous la protection du gouvernement.
Ce n’est pas la première fois qu’un incident de ce genre survient au Belize, pays parsemé de ruines mayas. Le professeur émérite d’archéologie à l’université de Boston, Norman Hammond, souligne qu’il s’agit d’un problème endémique dans la région : les ruines de San Estevan , les deux principales pyramides de Louisville (Belize) (en) et d’autres structures de Nohmul ont déjà été détruites. « Cela semble être la plus grosse destruction jusqu’à maintenant », soulève-t-il. Professeur au département d’anthropologie à l’université Tulane, Francisco Estrada-Belli, déplore le fait que ces dommages sont irréversibles et que la seule manière d’arrêter ces destructions est d’en faire un crime passible d’emprisonnement.